# Nie dobiję się do Ciebie
Nie dobiję się do Ciebie – pierwszy singel Darii Zawiałow wydany we wrześniu 2018 promujący album Helsinki. Kompozycja uzyskała nominację do Fryderyka 2019 w kategorii Utwór Roku.

## Twórcy
- słowa: Daria Zawiałow
- muzyka: Daria Zawiałow, Michał Kush, Piotrek "Rubens" Rubik
- produkcja, miks i mastering: Michał Kush
- gitary: Piotek "Rubens" Rubik

## Notowania

### Listy przebojów
| Autor                     | Notowanie (2018)            | Najwyższa pozycja |
| ------------------------- | --------------------------- | ----------------- |
| Polskie Radio Program III | Lista Przebojów Trójki      | 11                |
| Radio Szczecin            | Szczecińska lista przebojów | 48                |

## Certyfikaty
| Państwo       | Status          | Sprzedaż |
| ------------- | --------------- | -------- |
| Polska (ZPAV) | Platynowa płyta | 20 000   |